# Eilema lividula
Eilema lividula là một loài bướm đêm thuộc phân họ Arctiinae, họ Erebidae.